# Microglanis xylographicus
Microglanis xylographicus is een straalvinnige vissensoort uit de familie van de antennemeervallen (Pseudopimelodidae). De wetenschappelijke naam van de soort is voor het eerst geldig gepubliceerd in 2011 door Ruiz & Shibatta.